# Kråkhamnsudden
Kråkhamnsudden är en udde i Finland. Den ligger i Hangö stad i landskapet Nyland, i den södra delen av landet, 120 km väster om huvudstaden Helsingfors.
Terrängen inåt land är mycket platt. Havet är nära Kråkhamnsudden västerut.  Närmaste större samhälle är Hangö, 0,93 km öster om Kråkudden. 